# Ареняг
Ареняг (рум. Arăneag) — село у повіті Арад в Румунії. Входить до складу комуни Тирнова.
Село розташоване на відстані 393 км на північний захід від Бухареста, 36 км на схід від Арада, 69 км на північний схід від Тімішоари.

## Населення
За даними перепису населення 2002 року у селі проживали 455 осіб.
Національний склад населення села:
| Національність | Кількість осіб | Відсоток |
| -------------- | -------------- | -------- |
| румуни         | 411            | 90,3%    |
| українці       | 36             | 7,9%     |
| цигани         | 5              | 1,1%     |

Рідною мовою назвали:
| Мова       | Кількість осіб | Відсоток |
| ---------- | -------------- | -------- |
| румунська  | 425            | 93,4%    |
| українська | 29             | 6,4%     |